# Luciogobius
Luciogobius là một chi của họ cá Oxudercidae

## Các loài
Chi này hiện hành có các loài sau đây được ghi nhận:
- Luciogobius adapel Okiyama, 2001
- Luciogobius albus Regan, 1940: Nó là loài đặc hữu của Nhật Bản.
- Luciogobius ama (Snyder, 1909)
- Luciogobius brevipterus J. S. T. F. Chen, 1932
- Luciogobius dormitoris Shiogaki & Dotsu, 1976
- Luciogobius elongatus Regan, 1905
- Luciogobius fluvialis Kanagawa, Itai & Senou, 2011
- Luciogobius fonticola Kanagawa, Itai & Senou, 2011
- Luciogobius grandis R. Arai, 1970
- Luciogobius guttatus T. N. Gill, 1859 (flat-headed goby)
- Luciogobius koma (Snyder, 1909)
- Luciogobius pallidus Regan, 1940: Nó là loài đặc hữu của Nhật Bản.
- Luciogobius parvulus (Snyder, 1909)
- Luciogobius platycephalus Shiogaki & Dotsu, 1976
- Luciogobius ryukyuensis I. S. Chen, T. Suzuki & Senou, 2008[1]
- Luciogobius saikaiensis Dotsu, 1957